# Plăcintă
Plăcintă eller plăcintă clătită är en traditionell rumänsk, moldavisk och ukrainsk maträtt. Rätten består av platta bröd med fyllning som friteras eller steks. Fyllningen är oftast brânză (moldavisk syrad ost), kål eller potatis. På hösten förekommer varianter med pumpa och på sommaren förekommer varianter fyllda med körsbär. Ibland blandas ingredienserna med smetana för ett krämigare resultat. Varianter med kött förekommer också, men kött ingår inte i det traditionella receptet.